# Cratere Tungla
Tungla  è un cratere sulla superficie di Marte.